# Sanctuary - The EIS Christmas Concert 2002
Sanctuary - The EIS Christmas Concert 2002 es el primer DVD que fue editado de Erasure y muestra la presentación que realizó la banda para el EIS -su Club oficial de Fanes- en el teatro The Sanctuary, Birmingham, Inglaterra, el 13 de diciembre de 2002.

## DVD
1. Alien
2. In My Arms
3. Blue Savannah
4. Ship Of Fools
5. Can't Help Falling In Love (Weiss/Hugo & Luigi)
6. Chains Of Love
7. Breath Of Life
8. Oh L'Amour
9. Always
10. Love To Hate You
11. Victim Of Love
12. A Little Respect
13. True Love Ways (Petty/Holly)
14. You Surround Me
15. Piano Song
16. Everybody's Got To Learn Sometime (James Warren)
17. You've Lost That Lovin' Feelin' (Barry Mann/Cynthia Weil/Phil Spector)
18. Chorus
19. Goodnight (Cliff Eberhardt)
20. Solsbury Hill (Peter Gabriel)
21. Sometimes
22. Stop!
23. 'Sanctuary' - The Interview: (6:52)	Entrevista con Andy Bell y Vince Clarke

## Créditos
- Andy Bell: Voz
- Vince Clarke: Guitarra acústica
- Coros: Valerie Chalmers - Anne Marie Gilkes
- Grabado por: Ebby Acquah
- Asistido por: Adam Pope , Anne Carruthers , MJ (3) , Mark Scurr
- Mastered por: Andrew Walter
- Mezclado por [5.1]: Ebby Acquah (temas: 17, 22) , Kevin Paul (temas: 1 to 16, 18 to 21)
- Técnico en vivo: Howard Rider
- Colorista: Tim O'Brien
- Editor: Chris Hall
- Ingeniero de sonido en vivo: Martin Hildred
- Monitoreo de sonido en vivo: Oliver Gross
- Coproductor del show: Matthew Howes
- Director y productor: Mark Rainsforth
- Jefe de tour: Andy Whittle
- Diseño de arte: Pa Taylor[2]